# Cuba Gooding Jr.
Cuba Mark Gooding Jr. (New York, 2 gennaio 1968) è un attore statunitense.
Ha vinto il Premio Oscar quale miglior attore non protagonista nel 1997 per il film Jerry Maguire.

## Biografia
Il padre, Cuba Gooding Sr., era il cantante di un gruppo R&B chiamato The Main Ingredient. Sua madre, Shirley, era una delle cantanti di coro di The Sweethearts. Ha anche un fratello, Omar Gooding, anch'egli attore. Nel 1972 il padre trasferisce la famiglia da New York a Los Angeles, per poi abbandonarla solo due anni dopo. I suoi genitori si risposarono nel 1995. Durante le superiori si innamora di Sara Kapfer, con la quale vive dall'inizio del loro legame nel marzo 1994. Studia arti marziali giapponesi per tre anni, dopo i quali torna a concentrarsi sulla recitazione.
Il suo primo grande ruolo è quello in Boyz n the Hood - Strade violente di John Singleton nel 1991. Poi raggiunge l'attuale successo in ruoli in grandi film come Codice d'onore (1992), Jack colpo di fulmine (1994) e Virus letale (1995). Nel 1996 venne scelto per il ruolo di un arrogante giocatore di football americano nel film di Cameron Crowe Jerry Maguire, accanto a Tom Cruise. Il film ottenne molto successo al botteghino e, nel 1997, gli valse un Premio Oscar quale miglior attore non protagonista.
Da Jerry Maguire in poi, Cuba è impegnato in una grande varietà di ruoli, tra cui uno anche a fianco di Jack Nicholson in Qualcosa è cambiato (1997). Nel 2003 viene nominato al Razzie Awards quale peggiore attore dell'anno per la sua interpretazione nei film Boat Trip, The Fighting Temptations e Mi chiamano Radio. Nel 2011 recita nel film Red Tails, che tratta il medesimo argomento del film TV The Tuskegee Airmen in cui lavorò nel 1995.
Nel 2016 interpreta il protagonista O. J. Simpson nella prima stagione della pluri-premiata prima stagione della setire American Crime Story, intitolata The People v. O.J. Simpson e prodotta da Ryan Murphy. Nello stesso anno viene scelto nuovamente da Ryan Murphy per interpretare il protagonista Dominic Banks nella sesta stagione della serie antologica sesta stagione di American Horror Story, intitolata Roanoke, dove recita al fianco di Sarah Paulson.
Nel 2018 si autodirige nel film Bayou Caviar - Il prezzo da pagare.

## Vita privata
Attualmente vive a Studio City, California. Nel 1994 si è sposato con Sara Kapfer, da cui ha avuto tre figli: Spencer, nato nel 1994, Mason, nato nel 1996, e Piper, nata nel 2005. Il 22 aprile 2014, la moglie ha presentato istanza di divorzio.
Nel giugno del 2019 viene accusato di molestie sessuali.

## Filmografia parziale

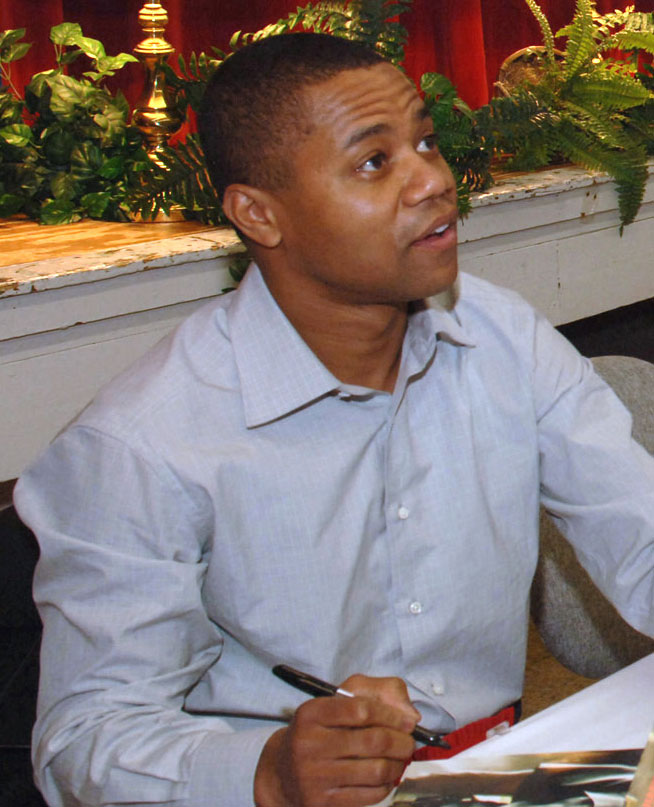
Cuba Gooding Jr. a Virginia Beach nel 2006

### Attore

#### Cinema
- Il principe cerca moglie (Coming to America), regia di John Landis (1988)
- Sing - Il sogno di Brooklyn (Sing), regia di Richard J. Baskin (1989)
- Boyz n the Hood - Strade violente, regia di John Singleton (1991)
- I gladiatori della strada (Gladiator), regia di Rowdy Herrington (1992)
- Peccati inconfessabili (Judgement), regia di Tom Topor (1992)
- Codice d'onore (A Few Good Men), regia di Rob Reiner (1992)
- Cuba libre - La notte del giudizio (Judgment Night), regia di Stephen Hopkins (1993)
- Jack colpo di fulmine (Lightning Jack), regia di Simon Wincer (1994)
- Blown Away - Follia esplosiva (Blown Away), regia di Stephen Hopkins (1994)
- Virus letale (Outbreak), regia di Wolfgang Petersen (1995)
- Lontano da Isaiah (Losing Isaiah), regia di Stephen Gyllenhaal (1995)
- Jerry Maguire, regia di Cameron Crowe (1996)
- Fine della corsa (Do Me a Favor), regia di Sandra Locke (1997)
- Qualcosa è cambiato (As Good as It Gets), regia di James L. Brooks (1997)
- Al di là dei sogni (What Dreams May Come), regia di Vincent Ward (1998)
- Analisi di un delitto (A Murder of Crows), regia di Rowdy Herrington (1998)
- Instinct - Istinto primordiale (Instinct), regia di Jon Turteltaub (1999)
- Chill Factor - Pericolo imminente (Chill Factor), regia di Hugh Johnson (1999)
- Men of Honor - L'onore degli uomini (Men of Honor), regia di George Tillman Jr. (2000)
- Pearl Harbor, regia di Michael Bay (2001)
- Rat Race, regia di Jerry Zucker (2001)
- The Specialist (In the Shadows), regia di Ric Roman Waugh (2001)
- Zoolander, regia di Ben Stiller (2001)
- Snow Dogs - 8 cani sotto zero, regia di Brian Levant (2002)
- Boat Trip, regia di Mort Nathan (2002)
- The Fighting Temptations, regia di Jonathan Lynn (2003)
- Mi chiamano Radio (Radio), regia di Mike Tollin (2003)
- Mucche alla riscossa (Home on the Range) (2004) - voce
- Shadowboxer, regia di Lee Daniels (2005)
- Dirty - Affari sporchi, regia di Chris Fisher (2005)
- End Game, regia di Andy Cheng (2006)
- Lightfield's Home Videos, regia di Lightfield Lewis (2006)
- Norbit, regia di Brian Robbins (2007)
- Il campeggio dei papà, regia di Steve Carr (2007)
- American Gangster, regia di Ridley Scott (2007)
- Hero Wanted, regia di Brian Smrz (2008)
- Linewatch - La scelta (Linewatch), regia di Kevin Bray (2008)
- The Way of War - Sentieri di guerra, regia di John Carter (2009)
- Devil's Tomb - A caccia del diavolo (The Devil's Tomb), regia di Jason Connery (2009)
- Hardwired - Nemico invisibile (Hardwired), regia di Ernie Barbarash (2009)
- Gifted Hands - Il dono, regia di Thomas Carter (2009)
- Wrong Turn at Tahoe - Ingranaggio mortale (Wrong Turn at Tahoe), regia di Franck Khalfoun (2009)
- Ticking Clock, regia di Ernie Barbarash (2010)
- The Hit List - Lista di morte (The Hit List), regia di William Kaufman (2011)
- Sacrifice, regia di Damian Lee (2011)
- Red Tails, regia di Anthony Hemingway (2012)
- One in the Chamber, regia di William Kaufman (2012)
- Don Jon, regia di Joseph Gordon-Levitt (2013) – cameo
- Absolute Deception, regia di Brian Trenchard-Smith (2013)
- The Butler - Un maggiordomo alla Casa Bianca (The Butler), regia di Lee Daniels (2013)
- Machete Kills, regia di Robert Rodriguez (2013)
- Life of a King, regia di Jake Goldberger (2013)
- Selma - La strada per la libertà (Selma), regia di Ava DuVernay (2014)
- Bayou Caviar - Il prezzo da pagare (Bayou Caviar), regia di Cuba Gooding Jr. (2018)
- Life in a Year - Un anno ancora (Life in a Year), regia di Mitja Okorn (2020)

#### Televisione
- Hill Street giorno e notte (Hill Street Blues) – serie TV, 2 episodi (1986-1987)
- Mancuso, F.B.I. – serie TV, 1 episodio (1990)
- Nasty Boys – serie TV, 3 episodi (1990)
- MacGyver – serie TV, 4 episodi (1989-1991)
- Senza motivo apparente (Murder Without Motive: The Edmund Perry Story), regia di Kevin Hooks - film TV (1992)
- Daybreak, regia di Stephen Tolkin (1993) - film TV
- The Tuskegee Airmen, regia di Robert Markowitz - film TV (1995)
- I segreti non riposano in pace (Summoned), regia di Peter Sullivan - film TV (2013)
- Empire – serie TV, 1 episodio (2015)
- Big Time in Hollywood, FL - serie TV, 1 episodio (2015)
- Forever - serie TV, 3 episodi (2015)
- American Crime Story - serie TV, 10 episodi (2016) - O.J. Simpson
- American Horror Story - serie TV, 10 episodi (2016)

### Regista
- Bayou Caviar - Il prezzo da pagare (Bayou Caviar) (2018)

## Riconoscimenti (parziale)
- Premio Oscar
  - 1997 – Miglior attore non protagonista per Jerry Maguire
- Golden Globe
  - 1997 – Candidatura al miglior attore non protagonista per Jerry Maguire
- Premio Emmy
  - 2016 – Candidatura al miglior attore protagonista in una miniserie o film per The People v. O.J. Simpson
- Satellite Award
  - 1997 – Miglior attore non protagonista in una commedia o musical per Jerry Maguire
  - 1998 – Candidatura al miglior attore non protagonista in una commedia o musical per Qualcosa è cambiato
  - 2017 – Candidatura al miglior attore in una miniserie o film per la televisione per  American Crime Story - Il caso O.J. Simpson
- SAG Awards
  - 1997 – Miglior attore non protagonista per Jerry Maguire
  - 2008 – Candidatura al miglior cast per American Gangster
  - 2010 – Candidatura al migliore attore in un film televisivo o miniserie per Gifted Hands: The Ben Carson Story
  - 2014 – Candidatura al miglior cast per The Butler - Un maggiordomo alla Casa Bianca

## Doppiatori italiani
Nelle versioni in italiano delle opere in cui ha recitato, Cuba Gooding Jr. è stato doppiato da:
- Riccardo Rossi in Jerry Maguire, Qualcosa è cambiato, Instinct - Istinto primordiale, Rat Race, The Fighting Temptations, Mi chiamano Radio, Dirty - Affari sporchi, Il campeggio dei papà, Linewatch - La scelta, Gifted Hands - Il dono, Ticking Clock, The Hit List - Lista di morte, Machete Kills, I segreti non riposano in pace, Selma - La strada per la libertà, Forever, Empire
- Fabio Boccanera in Analisi di un delitto, Norbit, American Gangster, The Way of War - Sentieri di guerra, American Horror Story, Red Tails, The Butler - Un maggiordomo alla Casa Bianca, American Crime Story
- Corrado Conforti in Pearl Harbor, Snow Dogs - 8 cani sotto zero, Lies and Illusions - Intrighi e bugie
- Andrea Lavagnino in Sacrifice, One in the Chamber, Absolute Deception
- Oreste Baldini in MacGyver, Cuba libre - La notte del giudizio, The Specialist
- Vittorio De Angelis in Boyz n the Hood - Strade violente, Virus letale
- Simone Mori in Hero Wanted, Hardwired - Nemico invisibile
- Pino Insegno ne I gladiatori della strada
- Massimiliano Virgilii in Codice d'onore
- Gianni Bersanetti in Lontano da Isaiah
- Nanni Baldini in Al di là dei sogni
- Francesco Bulckaen in Chill Factor - Pericolo imminente
- Francesco Pezzulli in Men of Honor - L'onore degli uomini
- Maurizio Romano in Zoolander
- Giorgio Borghetti in Boat Trip
- Loris Loddi in Shadowboxer
- Massimo Rossi in End Game
- Paolo De Santis in Devil's Tomb - A caccia del diavolo
- Christian Iansante in Wrong Turn at Tahoe - Ingranaggio mortale
- Marco De Risi in Bayou Caviar - Il prezzo da pagare
- Dario Oppido in Life in a Year - Un anno ancora
- Tony Sansone in The Weapon - Il mandante

Da doppiatore è sostituito da:
- Massimiliano Alto in Mucche alla riscossa